# Microsporum ripariae
Microsporum ripariae är en svampart som beskrevs av Hubálek & Rush-Munro 1973. Microsporum ripariae ingår i släktet Microsporum och familjen Arthrodermataceae.   Inga underarter finns listade i Catalogue of Life.